# Salsa mil islas

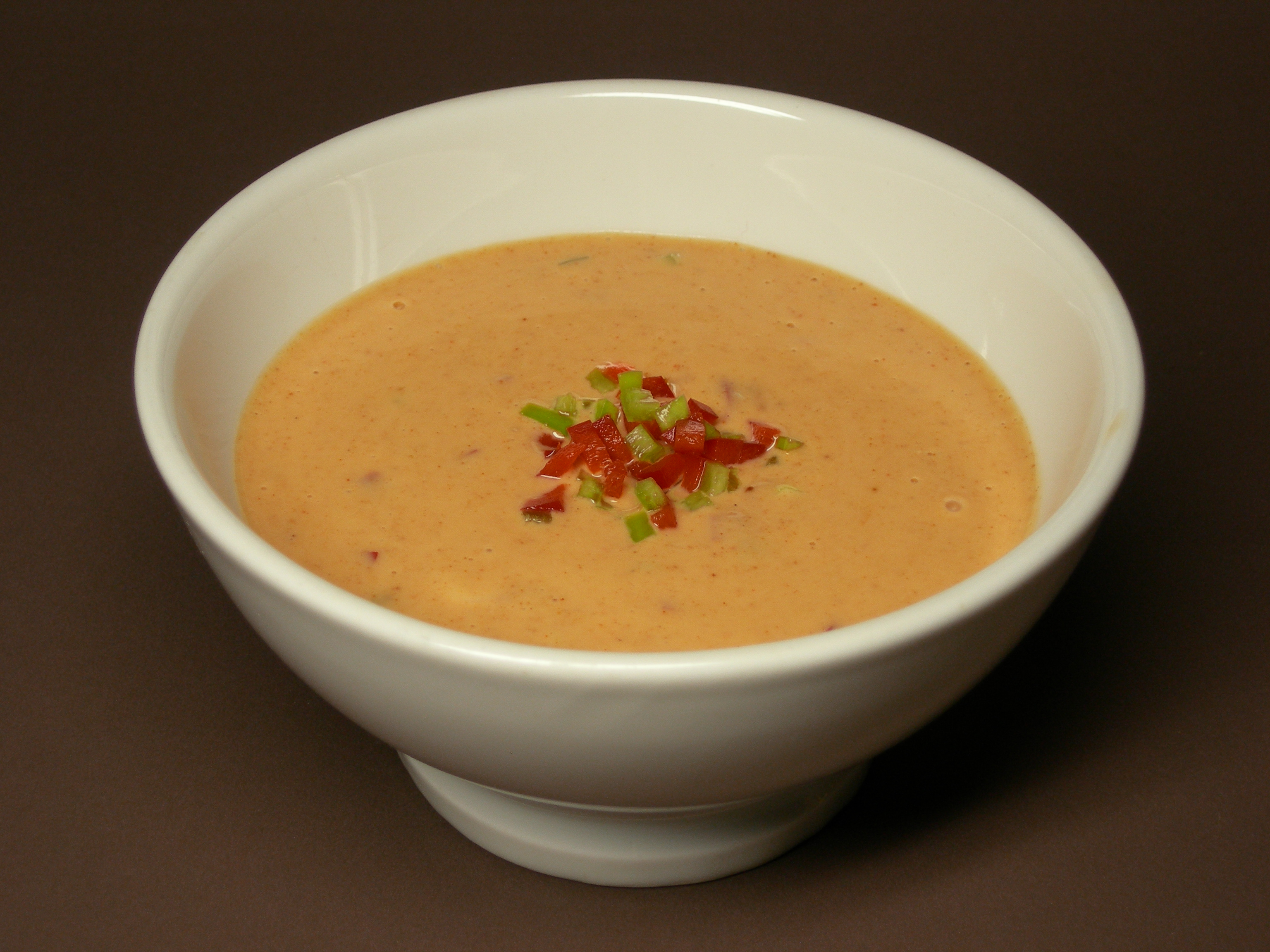
Thousand-Island-Dressing (salsa de mil islas).

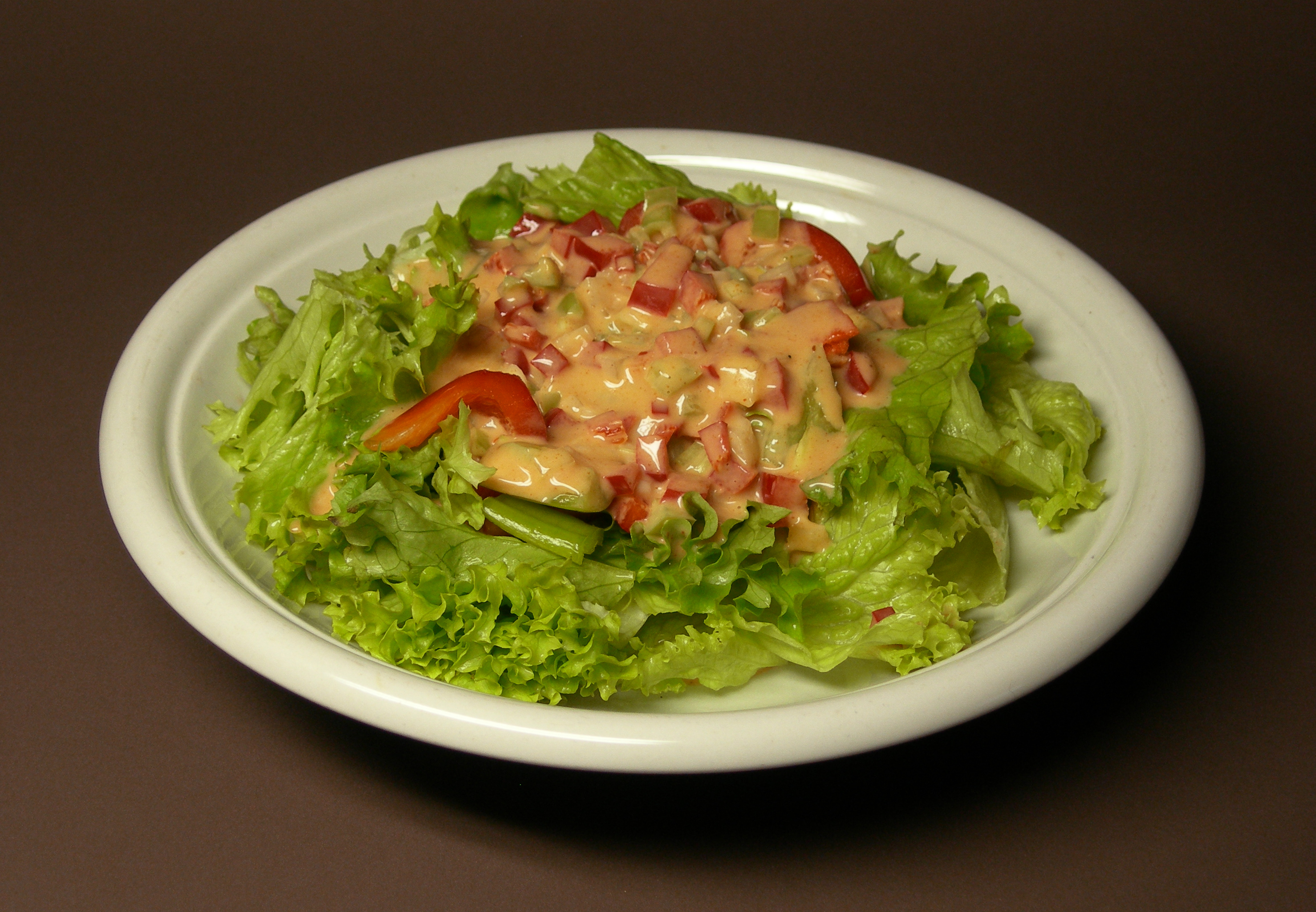
Aliño de la salsa para ensaladas.

Mil islas (en inglés Thousand Island Dressing) es una salsa de color rosado, muy similar a la Russian dressing.
Se elabora por regla general con una mezcla de mayonesa y kétchup con verduras diversas finamente picadas, en la mayoría de los casos, se trata de encurtidos, cebollas, pimiento, o aceitunas. En ocasiones, entre sus ingredientes puede encontrarse huevo duro picado y una pizca de licor de anís. 
Se suele emplear por igual para aliño de ensaladas o como relleno de sándwiches, especialmente en los restaurantes de comida rápida.

## Características
El sabor y la apariencia es muy similar a la salsa burger (salsa de las hamburguesas), que se puede entender como una versión simplificada de la salsa mil islas y que se puede ver frecuentemente en muchos establecimientos en Reino Unido. La salsa burger está elaborada con ingredientes similares, tales como ketchup, mostaza y mayonesa.
A juzgar por su composición, en Argentina y Uruguay, correspondería a una mezcla de salsa golf con la llamada salsa americana (picadillo de verduras encurtidas).

## Origen e historia
La salsa mil islas ha sido citada en numerosas ocasiones desde al menos el año 1912, pero debe decirse que existen múltiples versiones confrontadas acerca de sus orígenes:
1. Se menciona que fue inventada en el Hotel Blackstone de Chicago  en el año 1910.[1]
2. Sophia LaLonde se dice inventó la salsa en las primeras décadas del siglo XX, substituyendo la mayonesa por el yogur empleado en la Russian dressing, añadió rábanos encurtidos, cebollino y en algunas ocasiones huevo cocido finamente picado. La salsa se popularizó entre sus invitados, actores como May Irwin, quien le dio el nombre al aderezo: la casa donde vivía LaLonde en Thousand Islands región del estado de Nueva York al este de Ontario.
3. El nombre se refiere a una multitud de pequeños specks que se encuentra a menudo en este aliño.
4. George Boldt, del Hotel Waldorf-Astoria, popularizó este aderezo con las instrucciones detalladas de su maitre d'hotel, Oscar Tschirky, llegando a ponerlo en el menú del hotel. Boldt tenía su residencia en el Boldt Castle sobre las Thousand Islands.

## Usos
La salsa mil islas es un ingrediente en el Reuben sandwich, que se unta sobre el corned beef, el chuchrut y las tostadas (en algunas ocasiones se pone como sustituto de Russian dressing). En los años 1950, la salsa mil islas llegó a ser un aderezo estándar, empleado en la elaboración de sándwiches y ensaladas. Su empleo es muy generalizado en los restaurantes de comida rápida.
- La salsa especial de McDonald's para la hamburguesa Big Mac es muy similar a la salsa mil islas.
- Arby's, una cadena de asados de carne (roast beef chain) emplea la salsa en su Market Fresh Reuben sandwich.
- Wendy's emplea en sus promociones Wendy Melt.
- Steak n Shake, una cadena con combinación de diner/fast food, emplea una salsa denominada Frisco Melt, All-American Melt, Chicken Melt y el Turkey Melt con variantes de la salsa mil islas.
- Corner Bakery emplea la salsa mil islas en su sándwich "Turkey Derby".
- Casi la mitad de las selecciones del menú de Pizza Hut en Hong Kong emplea la salsa mil islas como base, en lugar de la salsa de tomate.[2]
- "Sandwich spread" vendido por Kraft y otros elaboradores industriales de condimentos emplean la salsa mil islas, para que sea fácil de untar sobre el pan.
- Esta salsa es a menudo un sustituto de la salsa fry, una mezcla de ketchup y mayonesa.
- Carl’s Jr. con su hamburguesa "The Big Carl".